# Virtudes González García

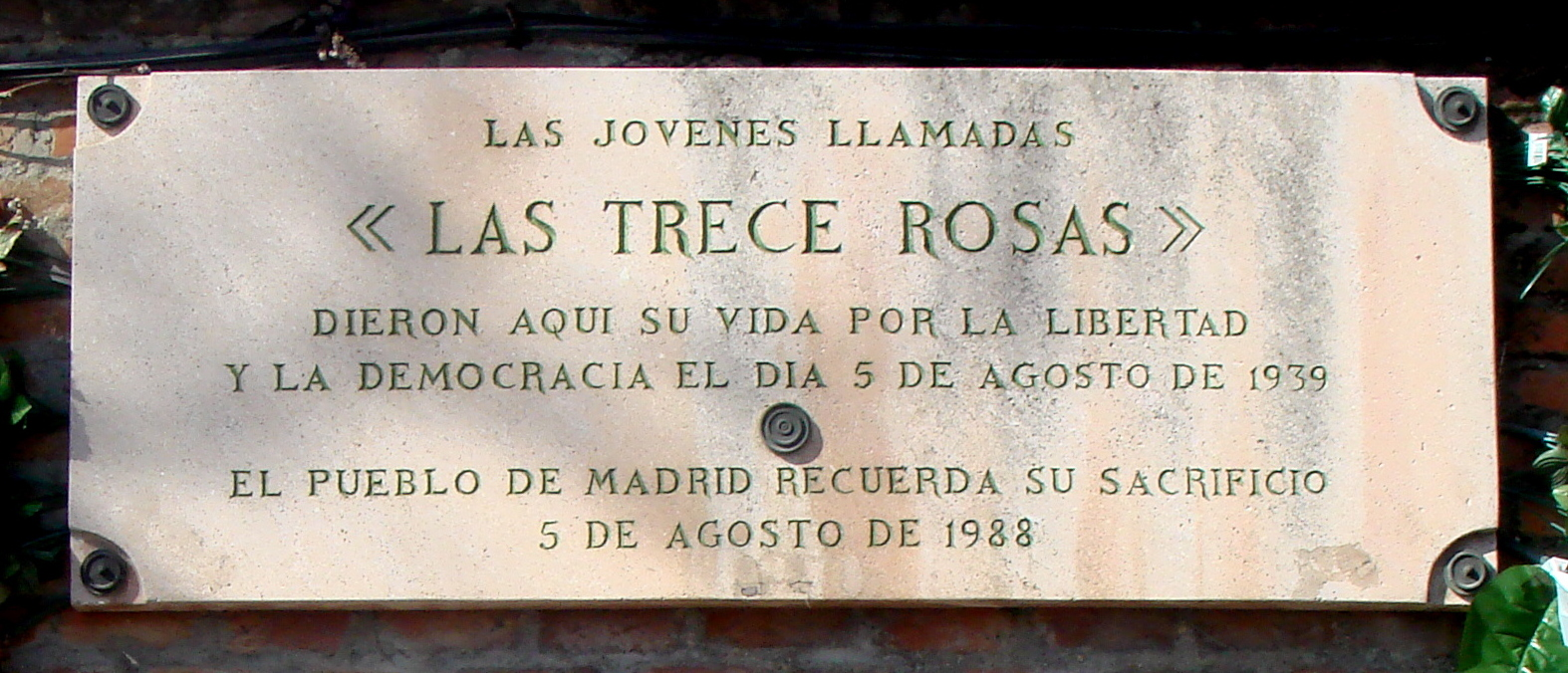
Placa en memoria de Las Trece Rosas en el Cementerio de la Almudena, Madrid (España)

Virtudes González García (12 de agosto de 1922, Madrid- 5 de agosto de 1939, Madrid) fue una de las mujeres fusiladas por el régimen franquista en Madrid el 5 de agosto de 1939, en ese momento era modista y sólo tenía 16 años. Este grupo de mujeres represaliadas se conoce como Trece Rosas.

## Biografía
Virtudes González nació en 1922 en Madrid, donde vivía y trabajaba como modista. Inmediatamente después de la guerra, en agosto de 1936 se convirtió en militante de Las Juventudes Socialistas Uificadas (JSU). Fue secretaria femenina del club “Pablo Vargas” y poco después pasó a la Comisión de Organización del Comité Provincial.  El 27 de marzo de 1939 fue elegida nuevo miembro del Comité Provincial de la JSU de Madrid.
En JSU conoció a su novio, Vicente Ollero; de hecho, Vicente fue nombrado jefe de Radio Oeste para la juventud al final de la guerra. 
Fue detenida el 16 de mayo de 1939, tras ser denunciada por un compañero bajo tortura. Fue acusada de intentar reconstruir JSU. Aunque era menor de 21 años, no ingresó en el departamento de menores de la prisión de Ventas y fue enviada a prisión el 17 de mayo. 
En el mismo proceso, Vicente, su novio, también fue encarcelado, y mantuvieron una relación por escrito mientras estuvieron en prisión, esperando volver a verse antes de ser ejecutados. 
Fue ejecutada el 5 de agosto de 1939 en las tapias del cementerio de Madrid Este (hoy cementerio de la Almudena). Momentos antes de ser asesinada, Vicente recibió un disparo junto con otros detenidos en el mismo lugar. 

## Memoria
Cada año se rinde homenaje a este grupo de mujeres y a otros 43 jóvenes de JSU fusilados en el Cementerio de Madrid. Asimismo, en varios pueblos de España hay calles dedicadas a las Trece Rosas. También se han escrito obras sobre su historia: libros, documentales y películas.
El 13 de abril de 2019 se celebró en el Cementerio Este un homenaje a las víctimas del franquismo madrileño, organizado anualmente desde 2007 por el colectivo Memoria y Libertad. De hecho, el estudio encargado por el Ayuntamiento de Madrid al historiador Fernando Hernández Holgado pone de manifiesto que las personas ejecutadas por el consejo de guerra en Madrid fueron 2.936.